# Sint-Jansstraat 9
Het pand aan de Sint-Jansstraat 9 in de West-Vlaamse stad Kortrijk is een 17e-eeuws pand. Het gebouw is beschermd monument sinds 9 maart 1983. 

## Exterieur
Het pand bestaat uit een 17e-eeuwse bakstenen trapgevel met muurankers. In totaal telt de twee ramen brede gevel zeven treden met een topstuk. De vensters zijn getoogd met erboven bakstenen druiplijsten. Achter de gevel is, haaks op de straat, een zadeldak geplaatst. Het dak is gedekt met Vlaamse pannen. In het midden van de gevel, in de zogenaamde muurdam, is een muurnis geplaatst met daarin een Onze-Lieve-Vrouwebeeld. In 1945 is de pui aangepast. Ook de vensters zijn niet  origineel.
In de achtergevel bevindt zich een kelderluik dat naar een kelder met bakstenen tongewelf leidt.
Achter het pand staan nog twee arbeidershuisjes, drie andere huisjes zijn in 1977 gesloopt. Het steegje dat naar de huisjes leidt is voorzien van kasseien.

## Interieur
Het interieur is deel aangepast aan de mode van de tijd. Van het originele interieur zijn de moerbalken behouden. In het pand is een eenvoudige schouwmantel aanwezig.